# Reign in Blood
Reign in Blood är thrash metal-gruppen Slayers tredje studioalbum, utgivet 7 oktober 1986. Skivan är producerad av Rick Rubin som då ägde Def Jam Recordings, ett skivbolag som producerade skivor åt bland annat hiphopbandet Public Enemy.
Låten "Angel of Death" handlar om Josef Mengele och hans experiment på fångar i Auschwitz (utan att vare sig fördöma eller prisa honom) vilket ledde till att bandet på sina håll anklagades för att vara nazister. Skivan innehåller även låten "Raining Blood" som är känd för det väldigt "tunga" riffet som spelas i början av låten. "Raining Blood" är även en av deras mest kända låtar, och deras mest spelade låt på musiktjänsten Spotify.
Albumet var gruppens första att nå Billboard 200, där det som bäst blev 94:a.
| Nr  | Titel              | Text           | Musik          | Längd |
| --- | ------------------ | -------------- | -------------- | ----- |
| 1.  | Angel of Death     | Jeff Hanneman  | Hanneman       | 4:51  |
| 2.  | Piece by Piece     | Kerry King     | King           | 2:03  |
| 3.  | Necrophobic        | Hanneman, King | Hanneman, King | 1:40  |
| 4.  | Altar of Sacrifice | King           | Hanneman       | 2:50  |
| 5.  | Jesus Saves        | King           | Hanneman, King | 2:54  |
| 6.  | Criminally Insane  | Hanneman, King | Hanneman, King | 2:23  |
| 7.  | Reborn             | King           | Hanneman       | 2:12  |
| 8.  | Epidemic           | King           | Hanneman, King | 2:23  |
| 9.  | Postmortem         | Hanneman       | Hanneman       | 3:27  |
| 10. | Raining Blood      | Hanneman, King | Hanneman       | 4:17  |

| 11. | Aggressive Perfector       | Hanneman, King | Hanneman, King | 2:30 |
| 12. | Criminally Insane" (Remix) | Hanneman, King | Hanneman, King | 3:18 |

## Medverkande
- Tom Araya – Bas, sång
- Jeff Hanneman – Gitarr
- Kerry King – Gitarr
- Dave Lombardo – Trummor